# Pepe Jeans
Pepe Jeans London è un marchio anglo-spagnolo di abbigliamento e jeanseria fondato presso la zona di Portobello Road a Londra nel 1973 dai fratelli Nitin, Arun e Milan Shah. La sede dell'azienda è a Sant Feliu de Llobregat, in Spagna.
La società è controllata dal gruppo Torreal, gruppo di investimento dell uomo d'affari spagnolo Juan Abelló.
Fa parte del gruppo AWWG che comprende diversi marchi ed è il distributore di Tommy Hilfliger e Calvin Klein in Spagna e Portogallo.

## Testimonial del marchio

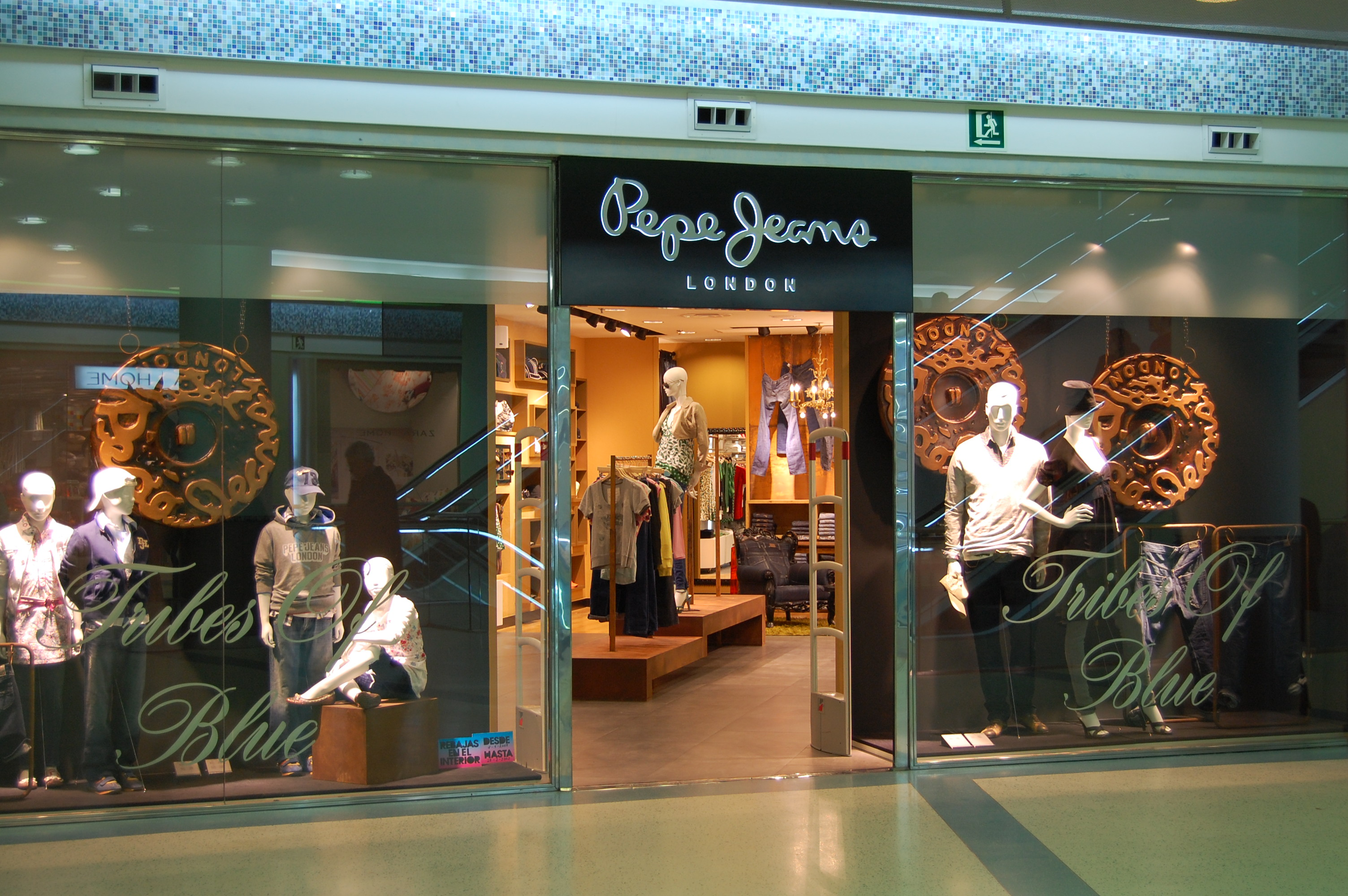
Negozio Pepe Jeans.

- Dua Lipa
- Jason Priestley
- Natal'ja Vodjanova
- Kate Moss
- Cristiano Ronaldo
- Sienna Miller
- Fernando Torres
- Helmi Yagouta
- Rahma Jallouli
- Alexa Chung
- Boyd Holbrook
- Tom Guinness
- Jon Kortajarena
- Gaspard Menier
- Sean O'Pry
- Giedre Dukauskaite
- Agnete Hegelund
- Anabela Belikova
- Hanne Gaby Odiele
- Jacques Naude
- Jesus Luz
- Michael Camiloto